# Francesco Romano
Francesco Romano (25. duben 1960, Saviano, Itálie) je bývalý italský fotbalový záložník. I když byl v nominaci na ME 1988, neodehrál zde žádné utkání.
Fotbalovou kariéru začal v Reggianě. Od roku 1979 byl hráčem Milána. Za Rossoneri hrál dvě sezony v nejvyšší lize tak ve druhé lize. V roce 1983 byl prodán do Triestiny za kterou hrál čtyři roky ve druhé lize. Poté přestoupil do
Neapole za 2,1 miliard lir. Tady vyhrál první titul v lize (1986/87) a také pohár UEFA 1988/89. Po třech sezonách odešel v roce 1989 do Turína. Za býky hrál dvě sezony a odešel do Benátek. Kariéru zakončil v roce 1995 ve třetiligovém Palazzolu.

## Hráčská statistika
| Sezóna  | Klub      | Liga     | Liga   | Liga | Ligové poháry | Ligové poháry | Ligové poháry | Kontinentální poháry | Kontinentální poháry | Kontinentální poháry | Celkem | Celkem |
| Sezóna  | Klub      | Soutěž   | Zápasy | Góly | Soutěž        | Zápasy        | Góly          | Soutěž               | Zápasy               | Góly                 | Zápasy | Góly   |
| ------- | --------- | -------- | ------ | ---- | ------------- | ------------- | ------------- | -------------------- | -------------------- | -------------------- | ------ | ------ |
| 1979/80 | Milán     | Serie A  | 23     | 1    | IP            | 3             | 0             | PMEZ                 | 1                    | 0                    | 27     | 1      |
| 1980/81 | Milán     | Serie B  | 19     | 0    | IP            | 4             | 0             | -                    | 0                    | 0                    | 23     | 0      |
| 1981/82 | Milán     | Serie A  | 26     | 1    | IP            | 4             | 0             | Stř.P                | 5                    | 0                    | 35     | 1      |
| 1982/83 | Milán     | Serie B  | 18     | 2    | IP            | 5             | 0             | -                    | 0                    | 0                    | 23     | 2      |
| 1983/84 | Triestina | Serie B  | 38     | 7    | IP            | 7             | 2             | -                    | 0                    | 0                    | 45     | 9      |
| 1984/85 | Triestina | Serie B  | 37     | 6    | IP            | 5             | 0             | -                    | 0                    | 0                    | 42     | 6      |
| 1985/86 | Triestina | Serie B  | 35     | 6    | IP            | 4             | 2             | -                    | 0                    | 0                    | 39     | 8      |
| 1986    | Triestina | Serie B  | 2      | 0    | IP            | 5             | 1             | -                    | 0                    | 0                    | 7      | 1      |
| 1986/87 | Neapol    | Serie A  | 24     | 2    | IP            | 7             | 0             | -                    | 0                    | 0                    | 31     | 2      |
| 1987/88 | Neapol    | Serie A  | 24     | 2    | IP            | 7             | 0             | PMEZ                 | 2                    | 0                    | 33     | 2      |
| 1988/89 | Neapol    | Serie A  | 15     | 1    | IP            | 7             | 1             | UEFA                 | 3                    | 0                    | 25     | 2      |
| 1989/90 | Turín     | Serie B  | 31     | 4    | IP            | 1             | 1             | -                    | 0                    | 0                    | 32     | 5      |
| 1990/91 | Turín     | Serie A  | 29     | 2    | IP            | 3             | 0             | Stř.P                | 3                    | 0                    | 35     | 2      |
| 1991/92 | Benátky   | Serie B  | 34     | 4    | IP            | 2             | 0             | -                    | 0                    | 0                    | 36     | 4      |
| 1992/93 | Benátky   | Serie B  | 32     | 3    | IP            | 5             | 1             | -                    | 0                    | 0                    | 37     | 4      |
| 1993/94 | Triestina | Serie C1 | 17     | 2    | IP            | 0             | 0             | -                    | 0                    | 0                    | 17     | 2      |
| 1994/95 | Palazzolo | Serie C1 | 1      | 0    | IP            | 0             | 0             | -                    | 0                    | 0                    | 1      | 0      |
| Celkem  | Celkem    | Celkem   | 405    | 43   | -             | 69            | 8             | -                    | 14                   | 0                    | 488    | 51     |

## Hráčské úspěchy

### Klubové
- 1× vítěz 1. italské ligy (1986/87)
- 3× vítěz 2. italské ligy (1980/81, 1982/83, 1989/90)
- 1× vítěz poháru UEFA (1988/89)
- 2× vítěz středoevropského poháru (1981/82, 1991)

### Reprezentační
- 1× na ME (1988)
- 1× na ME U21 (1982)